# Kaj-Erik Eriksen
Kaj-Erik Eriksen est un acteur canadien né le 15 février 1979 à Vancouver en Colombie-Britannique.

## Biographie
Kaj-Erik Eriksen commence sa carrière à Vancouver, en Colombie-Britannique, à l'âge de six ans. Après quelques rôles de figuration, il décroche son premier rôle dans le film indépendant Quarantaine de Charles Wilkinson. Peu après, il fait sa première apparition dans la série MacGyver.

## Filmographie

### Cinéma
- 2007 : 88 Minutes de Jon Avnet

### Télévision

#### Série télévisée
- 1987 : J.J. Starbuck
- 1988-1990 : MacGyver
  - (saison 4, épisode 3 "Les étrangers") : Jacob Miller
  - (saison 6, épisode 10 "Le visiteur") : Tommy Willey
- 1990 : Cap Danger
- 1995 : Chair de poule (Goosebumps)
  - (saison 1, épisode 5 La Colo de la peur - Partie 1 (Welcome to Camp Nightmare - Part 1)) : Billy Harland
  - (saison 1, épisode 6 La Colo de la peur - Partie 2 (Welcome to Camp Nightmare - Part 2)) : Billy Harland
- 2001-2002 : Boston Public
- 2004 : Star Trek: Enterprise
- 2004-2007 : Les 4400
- 2005 : NCIS : Enquêtes spéciales
- 2007 : Esprits criminels

#### Téléfilm
- 1987 : Rendez-moi mes enfants (After the Promise) de David Greene
- 1989 : Quarantaine (Quarantine) de Charles Wilkinson
- 1990 : Short Time de Gregg Champion
- 1991 : The Girl from Mars de Neill Fearnley
- 2006 : New York Volcano (Disaster Zone: Volcano in New York) de Robert Lee